# WrestleMania XL
WrestleMania XL foi um evento de luta livre profissional de 2024 produzido pela WWE. Foi a 40ª WrestleMania anual e que aconteceu como em duas noites nos dias 6 e 7 de abril de 2024, no Lincoln Financial Field, na Filadélfia, Pensilvânia. O evento foi ao ar via pay-per-view (PPV) e transmissão ao vivo e contou com lutadores das divisões das marcas Raw e SmackDown da promoção. Esta foi a segunda WrestleMania realizada na cidade de Filadélfia e no estado da Pensilvânia, depois da WrestleMania XV em 1999.
O card contou com um total de 14 partidas, sendo sete em cada noite. No evento principal da Noite 1, The Bloodline (The Rock e Roman Reigns) derrotou Cody Rhodes e Seth "Freakin" Rollins em uma luta de duplas, o que tornou a estipulação da luta pelo Campeonato Indiscutível Universal da WWE na Noite 2 uma luta Bloodline Rules. Em outras lutas importantes, Sami Zayn derrotou Gunther para ganhar o Campeonato Intercontinental do Raw, encerrando o reinado recorde deste último em 666 dias, e na luta de abertura, Rhea Ripley derrotou Becky Lynch para reter o Campeonato Mundial Feminino do Raw.
No evento principal da Noite 2, Cody Rhodes derrotou Roman Reigns em uma luta Bloodline Rules para ganhar o Campeonato Indiscutível Universal da WWE do SmackDown, encerrando o reinado deste último no campeonato mundial em 1.316 dias. Em outras lutas proeminentes, Bayley derrotou Iyo Sky para ganhar o Campeonato Feminino da WWE do SmackDown, Logan Paul derrotou Randy Orton e Kevin Owens em uma luta de trios para reter o Campeonato dos Estados Unidos do SmackDown, e na luta de abertura, Drew McIntyre derrotou Seth "Freakin" Rollins. para ganhar o Campeonato Mundial de Pesos Pesados do Raw, após o qual Damian Priest resgatou seu contrato do Money in the Bank e derrotou McIntyre para ganhar o título.
Esta foi a primeira WrestleMania realizada após a fusão da WWE com a subsidiária da Endeavor, Ultimate Fighting Championship (UFC), em setembro de 2023, sob a bandeira da TKO Group Holdings. Foi a primeira WrestleMania sob TKO e a primeira não diretamente sob o controle da família McMahon. Foi também a última WrestleMania a ser transmitida ao vivo na WWE Network independente, que deve fechar em todos os mercados onde o serviço ainda estiver disponível em janeiro de 2025, com o conteúdo da WWE migrando para a Netflix.
WrestleMania XL recebeu críticas altamente positivas, com a Noite 2 sendo aclamada pela crítica. Elogios foram dados às lutas pelo Campeonato Mundial Feminino, Campeonatos de Duplas, Campeonato Intercontinental, Campeonato Mundial de Pesos Pesados (incluindo o cash-in de Priest), Campeonato dos Estados Unidos, Campeonato Feminino da WWE e Campeonato Indiscutível Universal da WWE, com o último recebendo aclamação onipresente. por sua narrativa e conclusão satisfatória.

## Produção

### Rivalidades
O evento incluiu lutas resultantes de histórias roteirizadas. Os resultados foram predeterminados pelos escritores da WWE nas marcas Raw e SmackDown, enquanto as histórias foram produzidas nos programas de televisão semanais da WWE, Monday Night Raw e Friday Night SmackDown.

#### Lutas do evento principal
Depois que Cody Rhodes retornou à WWE na WrestleMania 38 em abril de 2022, ele declarou que terminaria sua história vencendo o Campeonato da WWE, um título que seu pai, Dusty Rhodes, nunca conquistou. Também na WrestleMania 38, Roman Reigns se tornou o Campeão Indiscutível Universal da WWE ao manter o Campeonato Universal da WWE e vencer o Campeonato da WWE. Depois que Rhodes venceu a partida Royal Rumble de 2023, mas não conseguiu derrotar Reigns pelo título indiscutível na WrestleMania 39, Rhodes venceu novamente a partida Royal Rumble em 2024. Com a introdução do Campeonato Mundial de Pesos Pesados após a WrestleMania 39, Rhodes, que venceu o Royal Rumble como membro do elenco do Raw, por sua vez recebeu a escolha de qual título mundial disputar na WrestleMania XL. Durante a conferência de imprensa pós-evento do Royal Rumble, Rhodes afirmou que queria enfrentar Reigns novamente pelo Campeonato Indiscutível Universal da WWE do SmackDown, mas no episódio do Raw de 29 de janeiro, Seth "Freakin" Rollins argumentou que Rhodes deveria desafiá-lo pelo Campeonato Mundial de Pesos Pesados do Raw. No SmackDown daquela semana, Rhodes anunciou que não desafiaria Reigns na WrestleMania e disse que um dos indivíduos de quem ele se aconselhou para tomar sua decisão conhecia Reigns muito bem. Isso trouxe The Rock, que ficou cara a cara com Reigns.

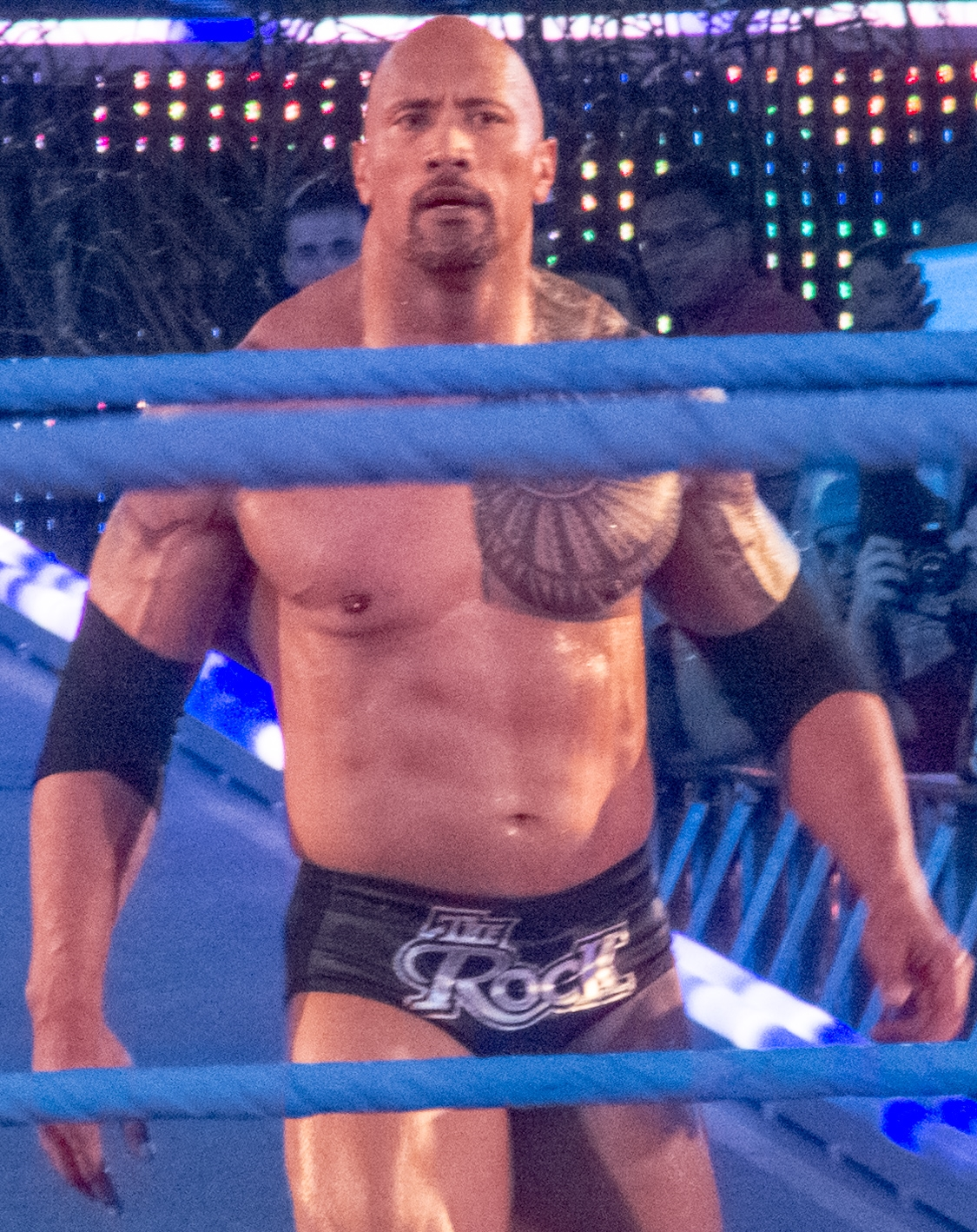
Na primeira noite da WrestleMania XL, The Rock lutou sua primeira luta desde a WrestleMania 32 em 2016.

Antes do Royal Rumble no Raw: Dia 1 em 1º de janeiro, The Rock fez uma aparição surpresa e aparentemente chamou Reigns perguntando se ele deveria sentar-se na "cabeceira da mesa", uma referência ao relacionamento deles através da família Anoa'i como por mais de três anos, Reigns afirmou ser o Chefe da Mesa e Chefe Tribal da The Bloodline, uma facção de lutadores da família que inclui Reigns e seus primos Jimmy Uso e Solo Sikoa, gerenciados por Paul Heyman. Depois que Rock e Reigns ficaram cara a cara no episódio de 2 de fevereiro do SmackDown, um evento de mídia WrestleMania XL Kickoff foi realizado em 8 de fevereiro, onde os dois declararam que se enfrentariam pelo Campeonato Indiscutível Universal da WWE no evento principal de WrestleMania XL. Porém, Rhodes apareceu e afirmou que desde que venceu o Royal Rumble, ganhou o direito de decidir o evento principal e anunciou que havia revertido sua decisão e desafiaria Reigns pelo título na WrestleMania. Depois de criar as famílias um do outro, Rock afirmou que ele e Rhodes agora tinham problemas e deu um tapa na cara de Rhodes com Rollins apoiando Rhodes.

WrestleMania XL marcou a quarta defesa consecutiva de Roman Reigns do Campeonato Universal da WWE na WrestleMania, e a segunda como Campeão Indiscutível Universal da WWE. No evento principal de ambas as noites, Reigns estabeleceu o recorde de maior número de lutas do evento principal da WrestleMania (nove).

No SmackDown seguinte, o Chief Content Officer da WWE, Triple H, afirmou que o evento principal da Noite 2 da WrestleMania XL seria Reigns defendendo o Campeonato Indiscutível Universal da WWE contra Rhodes. Depois que Rhodes declarou inicialmente que não desafiaria Reigns na WrestleMania e com Rock aparentemente desafiando Reigns, isso atraiu intensa reação dos fãs com a tendência #WeWantCody nas redes sociais antes do evento Kickoff. No episódio do Raw de 12 de fevereiro, Rhodes afirmou que foi por causa dos fãs que ele reverteu sua decisão e decidiu desafiar Reigns. Rollins interrompeu e afirmou que entendia a decisão de Rhodes e se ofereceu para ser seu apoio devido ao fato de Reigns sempre ter sua família ao seu lado. Em resposta no SmackDown daquela semana, The Rock deu meia-volta, juntou-se oficialmente ao The Bloodline e prometeu que faria tudo ao seu alcance para garantir que Rhodes não terminasse sua história.
No Elimination Chamber: Perth em 24 de fevereiro, Rhodes desafiou Rock para uma luta um contra um a qualquer momento, e Rollins novamente afirmou que estaria no corner de Rhodes ao enfrentar The Bloodline. No SmackDown seguinte, Rock rejeitou o desafio de Rhodes e, em vez disso, ofereceu um contra-ataque: uma luta de duplas entre Rhodes e Rollins contra Rock e Reigns no evento principal da Noite 1 da WrestleMania XL com uma estipulação adicional de que se Rhodes e Rollins vencessem, então The Bloodline seria barrado do ringue durante a luta pelo Campeonato Indiscutível Universal da WWE na Noite 2, no entanto, se Rock e Reigns ganhasse, então a luta pelo campeonato seria disputada sob as regras do The Bloodline em que vale tudo. Rhodes e Rollins apareceram no episódio da semana seguinte, onde aceitaram o desafio.

#### Lutas canceladas
Brock Lesnar, que apareceu pela última vez no SummerSlam em agosto de 2023, estava planejado para retornar no Royal Rumble e participar de uma luta no WrestleMania XL, supostamente contra Gunther. No entanto, devido a Lesnar ter sido referenciado em um processo de tráfico sexual contra Vince McMahon, Lesnar foi retirado do Royal Rumble e todas as histórias planejadas para ele que levavam à WrestleMania foram descartadas.
CM Punk, que depois de quase 10 anos retornou à WWE no Survivor Series: WarGames em novembro de 2023, rompeu legitimamente o tríceps direito durante a partida masculina Royal Rumble. Foi relatado que sua luta planejada na WrestleMania XL era para desafiar Seth "Freakin" Rollins pelo Campeonato Mundial de Pesos Pesados do Raw, mas devido à sua lesão, os planos foram alterados.

## Recepção
A luta pelo Campeonato Indiscutível Universal da WWE entre Roman Reigns e Cody Rhodes foi universalmente elogiada. Wade Keller do Pro Wrestling Torch chamou de "um mega-espetáculo de luta", afirmando que a única queda foi "as quase quedas não ressoaram realmente como finais possíveis, já que a vantagem da Bloodline Rules ainda não havia entrado em jogo", mas "uma vez que aconteceu, gerou grandes estalos". Keller afirmou que "adorou a ideia de outros babyfaces importantes comemorando com Cody, como Dusty Rhodes fez quando ganhou os títulos mundiais da NWA". Chris Mueller do Bleacher Report e Brent Brookhouse da CBS Sports chamaram-no de "overbooked da melhor maneira". Brookhouse afirmou que houve um começo "trabalhoso" porque "todos sabiam que a bagunça da interferência" de The Bloodline estaria por vir, e que "Rhodes recebendo ajuda de Jey Uso, Cena, Rollins e Undertaker foi o tipo de bagunça selvagem que só faz sentido na WrestleMania". Cinemablend descreveu a partida e as aparições de The Rock, John Cena e The Undertaker como sendo o "momento Vingadores: Ultimato" da WWE.

## Resultados
| Nº                                          | Resultados | Estipulações | Tempo |
| ------------------------------------------- | --- | --- | ----- |
| 1                                           | Rhea Ripley (c) derrotou Becky Lynch | Luta individual pelo Campeonato Mundial Feminino da WWE | 17:05 |
| 2                                           | A-Town Down Under (Austin Theory e Grayson Waller) e The Awesome Truth (The Miz e R-Truth) derrotaram The Judgment Day (Finn Bálor e Damian Priest) (c), #DIY (Johnny Gargano e Tommaso Ciampa), The New Day (Kofi Kingston e Xavier Woods) e New Catch Republic (Pete Dunne e Tyler Bate) ao recuperarem o Campeonato de Duplas do SmackDown e do Raw, respectivamente | Luta de escadas com seis duplas pelo Campeonato Indiscutível de Duplas da WWE Os dois pares de títulos precisavam ser recuperados para a luta terminar. | 17:25 |
| 3                                           | Rey Mysterio e Andrade (com Carlito, Cruz Del Toro, Joaquin Wilde e Zelina Vega) derrotaram Santos Escobar e "Dirty" Dominik Mysterio (com Angel, Berto e Elektra Lopez) | Luta de duplas | 11:05 |
| 4                                           | Jey Uso derrotou Jimmy Uso | Luta individual | 11:05 |
| 5                                           | Bianca Belair, Jade Cargill e Naomi derrotaram Damage CTRL (Dakota Kai, Asuka e Kairi Sane) | Luta de trios | 8:05  |
| 6                                           | Sami Zayn derrotou Gunther (c) | Luta individual pelo Campeonato Intercontinental da WWE | 15:30 |
| 7                                           | The Bloodline (The Rock e Roman Reigns) (com Paul Heyman) derrotou Cody Rhodes e Seth "Freakin" Rollins | Luta de duplas Já que Rock and Reigns venceram, a luta pelo Campeonato Indiscutível Universal da WWE na Noite 2 será realizada sob as regras da Bloodline. Se Rhodes e Rollins tivessem vencido, todos os membros da Bloodline seriam impedidos de estar no entorno do ringue durante a luta. | 44:35 |
| (c) – Refere-se aos campeões antes da luta. | | |       |

| Nº                                          | Resultados | Estipulações | Tempo  |
| ------------------------------------------- | --- | --- | ------ |
| 1                                           | Drew McIntyre derrotou Seth "Freakin" Rollins (c) | Luta individual pelo Campeonato Mundial dos Pesos Pesados                                                                                   | 10:30s |
| 2                                           | Damian Priest derrotou Drew McIntyre (c) | Luta individual pelo Campeonato Mundial dos Pesos Pesados Damian Priest fez o cash-in do seu contrato adquirido no Money in the Bank (2023) | 0:09s  |
| 3                                           | The Pride (Bobby Lashley, Angelo Dawkins e Montez Ford) (com B-Fab) derrotou The Final Testament (Karrion Kross, Akam e Rezar) (com Scarlett e Paul Ellering) | Luta de Rua Filadélfia de Seis Homens | 8:35s  |
| 4                                           | LA Knight derrotou AJ Styles | Luta individual | 12:25s |
| 5                                           | Logan Paul (c) derrotou Randy Orton e o Kevin Owens | Luta Triple Threat pelo Campeonato dos Estados Unidos da WWE                                                                                | 17:40s |
| 6                                           | Bayley derrotou Iyo Sky (c) | Luta individual pelo Campeonato Feminino da WWE                                                                                             | 14:20  |
| 7                                           | Cody Rhodes derrotou Roman Reigns (c) | Luta individual pelo Campeonato Indiscutível Universal da WWE sob as Regras da Bloodline.                                                   | 33:25  |
| (c) – Refere-se aos campeões antes da luta. | | |        |

### Torneio de qualificação para a luta de escadas com seis duplas
|  | 1º Ronda SmackDown (15 de Março) | 1º Ronda SmackDown (15 de Março)                   | 1º Ronda SmackDown (15 de Março)             |                                              |                                     | Final SmackDown (29 de Março)       | Final SmackDown (29 de Março) | Final SmackDown (29 de Março) |  |
|  |                                  |                                                    |                                              |                                              |                                     |                                     |                               |                               |  |
|  | 1                                | Latino World Order (Joaquin Wilde e Cruz Del Toro) | 9:12                                         |                                              |                                     |                                     |                               |                               |  |
|  | 1                                | Latino World Order (Joaquin Wilde e Cruz Del Toro) | 9:12                                         |                                              |                                     |                                     |                               |                               |  |
|  | 4                                | Legado Del Fantasma (Angel e Berto)                | Pin                                          |                                              |                                     |                                     |                               |                               |  |
|  | 4                                | Legado Del Fantasma (Angel e Berto)                | Pin                                          |                                              | Legado Del Fantasma (Angel e Berto) | Legado Del Fantasma (Angel e Berto) | 7:19                          |                               |  |
|  | Bracket #1                       |                                                    |                                              |                                              | Legado Del Fantasma (Angel e Berto) | Legado Del Fantasma (Angel e Berto) | 7:19                          |                               |  |
|  |                                  |                                                    | New Catch Republic (Pete Dunne e Tyler Bate) | New Catch Republic (Pete Dunne e Tyler Bate) | Pin                                 |                                     |                               |                               |  |
|  | 3                                | New Catch Republic (Pete Dunne e Tyler Bate)       | New Catch Republic (Pete Dunne e Tyler Bate) | New Catch Republic (Pete Dunne e Tyler Bate) | Pin                                 | Pin                                 |                               |                               |  |
|  | 3                                | New Catch Republic (Pete Dunne e Tyler Bate)       |                                              |                                              |                                     |                                     |                               |                               |  |
|  | 2                                | Pretty Deadly (Elton Prince e Kit Wilson)          | 11:14                                        |                                              |                                     |                                     |                               |                               |  |

|  | 1º Ronda SmackDown (22 de Março)                   | 1º Ronda SmackDown (22 de Março) |                                                   |                                                    | Final SmackDown (29 de Março) | Final SmackDown (29 de Março) |  |
|  |                                                    |                                  |                                                   |                                                    |                               |                               |  |
|  | A-Town Down Under (Austin Theory e Grayson Waller) | Pin                              |                                                   |                                                    |                               |                               |  |
|  | A-Town Down Under (Austin Theory e Grayson Waller) | Pin                              |                                                   |                                                    |                               |                               |  |
|  | The O.C. (Luke Gallows e Karl Anderson)            | 7:19                             |                                                   |                                                    |                               |                               |  |
|  | The O.C. (Luke Gallows e Karl Anderson)            | 7:19                             |                                                   | A-Town Down Under (Austin Theory e Grayson Waller) | Pin                           |                               |  |
|  | Bracket #2                                         |                                  |                                                   | A-Town Down Under (Austin Theory e Grayson Waller) | Pin                           |                               |  |
|  |                                                    |                                  | The Street Profits (Angelo Dawkins e Montez Ford) | 6:20                                               |                               |                               |  |
|  | The Street Profits (Angelo Dawkins e Montez Ford)  | Pin                              | The Street Profits (Angelo Dawkins e Montez Ford) | 6:20                                               |                               |                               |  |
|  | The Street Profits (Angelo Dawkins e Montez Ford)  | Pin                              |                                                   |                                                    |                               |                               |  |
|  | The Authors of Pain (Akam e Rezar)                 | 8:37                             |                                                   |                                                    |                               |                               |  |